# Octon
Octon [ok.tɔ̃] (okzitanisch: Auton) ist eine französische Gemeinde im Département Hérault in der Region Okzitanien. Sie hat 520 Einwohner (Stand 1. Januar 2022) auf einer Fläche von ca. 22 km².

## Geographie

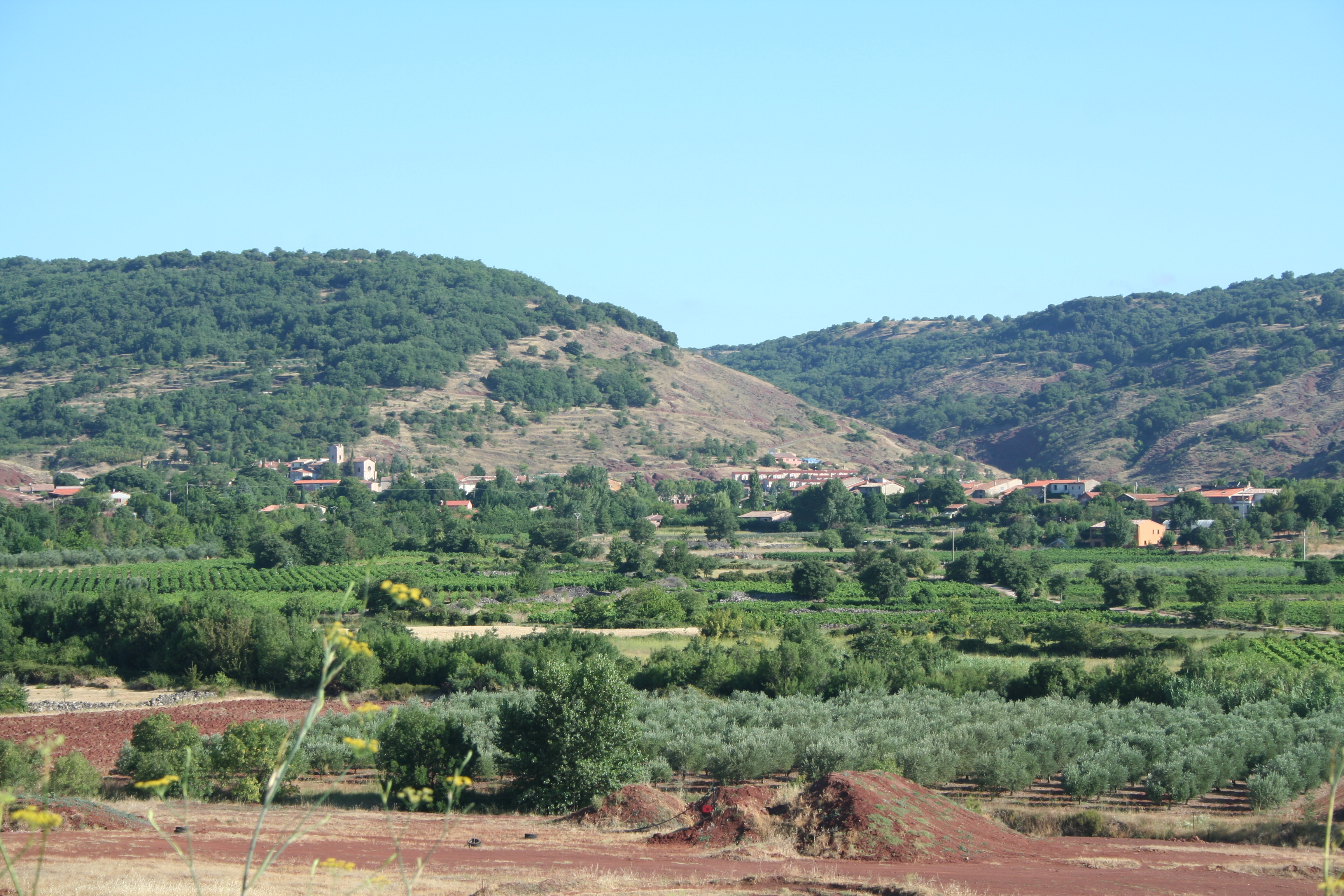
Landschaftliche Lage von Octon

Octon liegt etwa 60 km vom Mittelmeer entfernt in den letzten Ausläufern des Zentralmassivs im Languedoc. Das Dorf liegt in einem Buschland mit Weinbergen am Stausee Lac du Salagou. Dieser wird vom Fluss Salagou dotiert, der an der südlichen Gemeindegrenze verläuft. Die Landschaft ist durch die roten Felsen (les ruffes) gekennzeichnet, die Hügel sind Reste alter Lavaströme. Das mediterrane Klima bedeutet milde Winter und heiße, trockene Sommer. Der Herbst ist eine Zeit mit starken Regenfällen.

## Bevölkerungsentwicklung
| Jahr                       | 1962 | 1968 | 1975 | 1982 | 1990 | 1999 | 2010 | 2017 |
| Einwohner                  | 274  | 253  | 220  | 243  | 350  | 397  | 453  | 527  |
| Quellen: Cassini und INSEE |      |      |      |      |      |      |      |      |

## Wirtschaft
Der Weinbau und der Tourismus sind die wichtigsten Erwerbszweige. Dabei ist der Markt mit regionalen Erzeugnissen, der im Sommer jeden Donnerstag stattfindet, ein touristischer Anziehungspunkt.

## Sehenswürdigkeiten

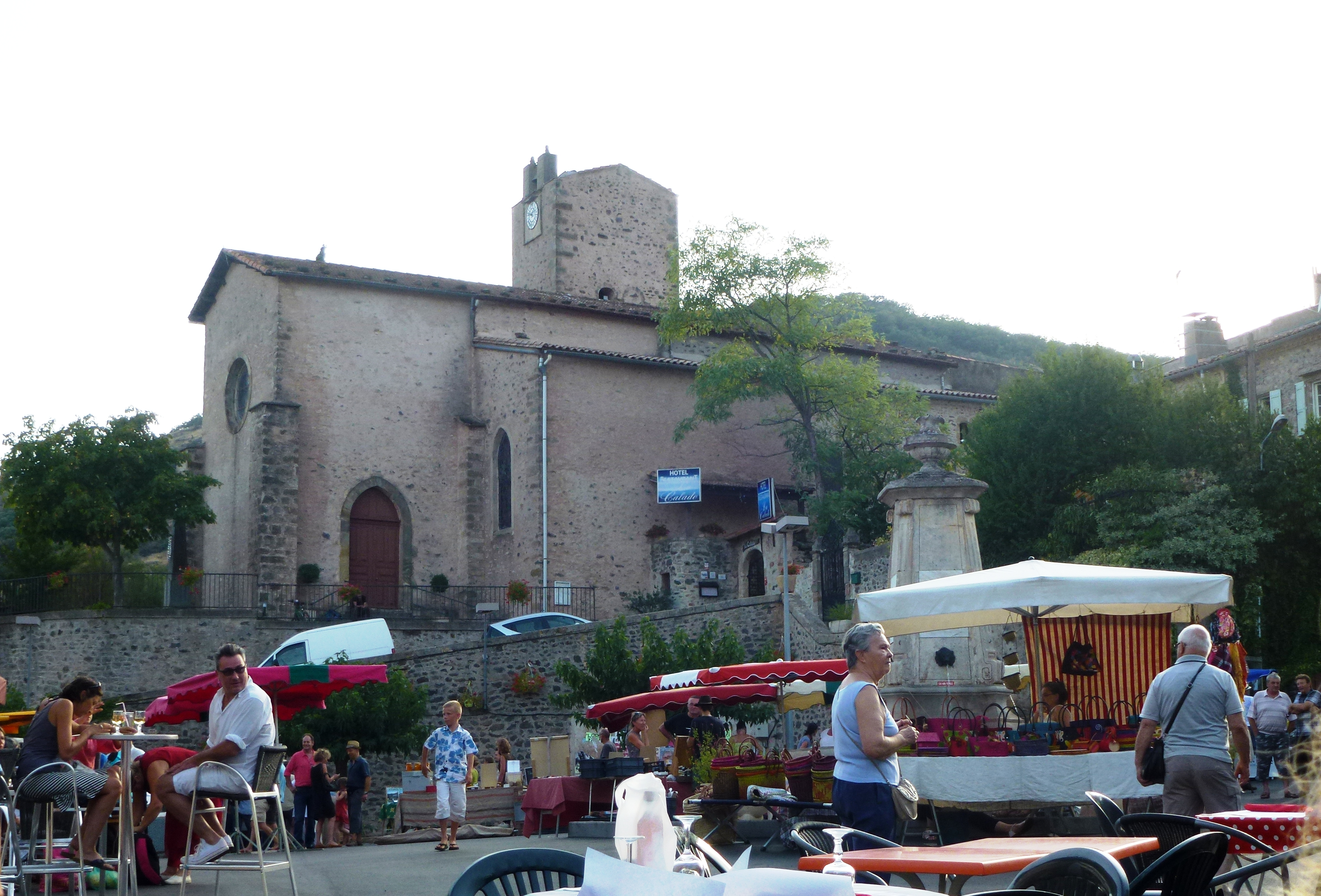
Kirche Notre-Dame de Roubignac

- Marktplatz Grand Place, das Zentrum des Ortes
- Romanische Kirche Notre-Dame de Roubignac (12. Jahrhundert)
- Mairie (Rathaus) aus dem 18. Jahrhundert
- Château de Lauzières
- Capitelles
- Lac du Salagou
- La fontaine de la place Paul Vigné d’Octon weist auf eine seltene Datumsbezeichnung hin: der 5. Monat (Ventôse, der Windreiche) im Jahr 109 der Französischen Republik, datiert am 26. (?) Februar 1901.

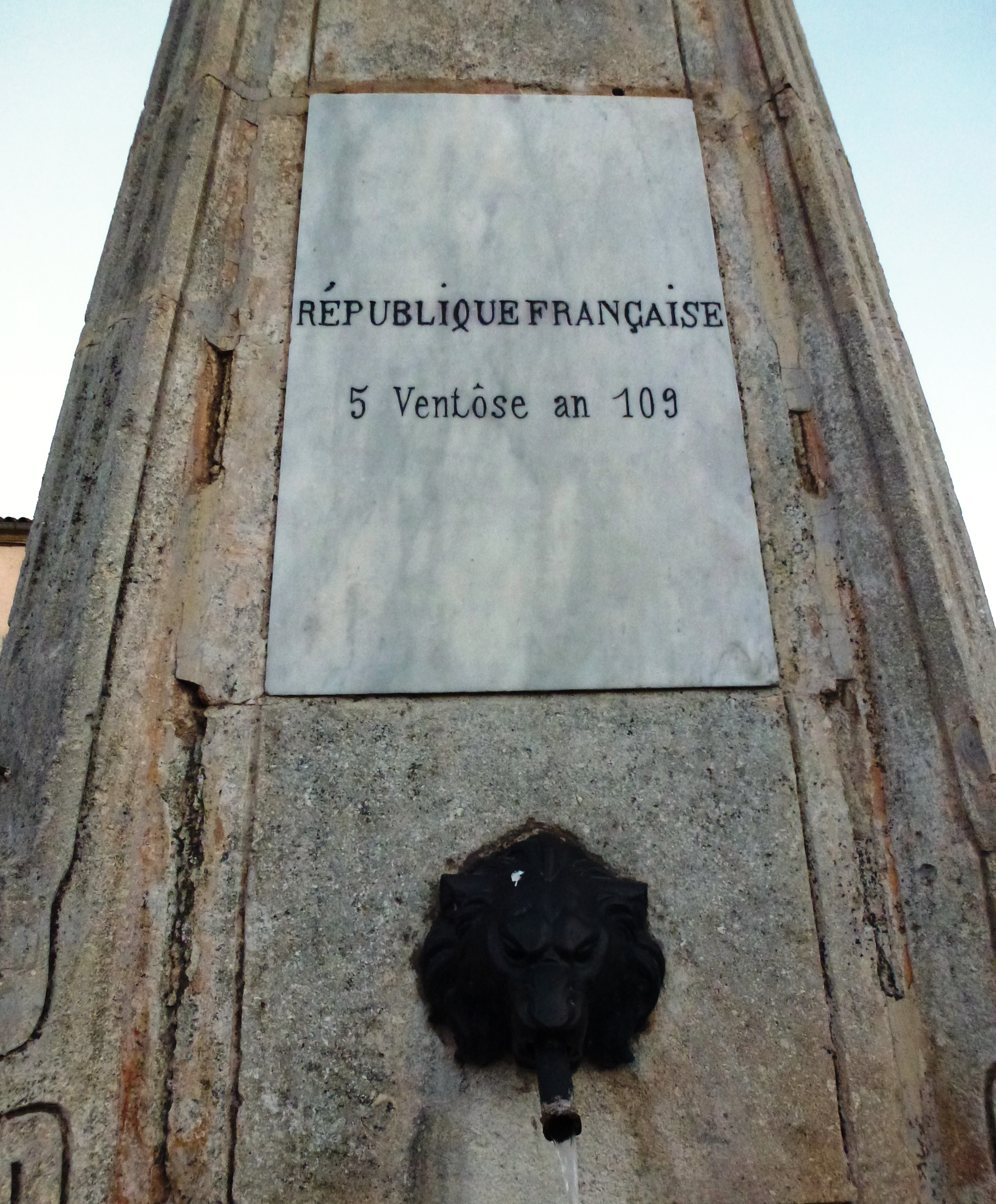
Brunnen auf dem Grand Place